# Ademola Lookman
Ademola Olajade Alade Aylola Lookman (* 20. Oktober 1997 in Wandsworth, London) ist ein nigerianisch-englischer Fußballspieler. Er steht bei Atalanta Bergamo unter Vertrag. Nach Einsätzen für die englische U19, U20 und U21 hat er sich für die nigerianische Nationalmannschaft entschieden.
2024 wurde er zu Afrikas Fußballer des Jahres gewählt.

## Karriere

### Vereine
Ademola Lookman begann bei Charlton Athletic seine Profikarriere. Am 3. November 2015 gab er sein Debüt in der ersten Mannschaft. Sein erstes Tor erzielte der Stürmer am 5. Dezember 2015.
Im Januar 2017 wechselte Lookman für 8,8 Millionen Euro in die Premier League zum FC Everton, wo er einen Vertrag bis zum 30. Juni 2021 unterzeichnete. Am 15. Januar kam er gegen Manchester City zu seinem ersten Einsatz für den Club aus Liverpool. Lookman wurde in der 90. Minute für Ross Barkley eingewechselt und traf sogleich zum 4:0-Endstand. Insgesamt machte er 15 Spiele für den englischen Erstligisten, bei denen er ein Tor schoss.
Kurz vor Ende der Winter-Transferperiode 2018 wechselte Lookman in die Bundesliga, in der er ein halbes Jahr auf Leihbasis für RB Leipzig spielte. Am 3. Februar kam er zu seinem ersten Einsatz und erzielte gegen Borussia Mönchengladbach das 1:0-Siegtor. Insgesamt absolvierte Lookman für Leipzig 11 Bundesligaspiele und erzielte dabei 5 Tore. Die Ausleihe endete zum 30. Juni 2018.
Zur Saison 2018/19 kehrte Lookman zum FC Everton zurück. Unter Trainer Marco Silva konnte er sich nicht durchsetzen und kam auf 21 Premier-League-Einsätze (dreimal von Beginn) ohne eigenen Torerfolg.
Zur Saison 2019/20 kehrte Lookman zu RB Leipzig zurück und unterschrieb einen Vertrag mit einer Laufzeit bis zum 30. Juni 2024. In der Hinrunde kam der Engländer unter dem neuen Cheftrainer Julian Nagelsmann auf lediglich drei Bundesligaspiele sowie einen Einsatz in der Champions League. Auch in der Rückrunde setzte der Trainer auf den Flügeln auf Christopher Nkunku, Dani Olmo oder Angeliño, weshalb für Lookman, der mit der Mannschaft bis ins Halbfinale der „Königsklasse“ vorstieß, weiter nur die Reservistenrolle blieb. Ende September 2020 hatte sich an dieser Situation nichts verändert, im Sturm war darüber hinaus für den gewechselten Timo Werner mit Alexander Sørloth ein direkter Ersatz verpflichtet worden.
Folglich wurde mit dem Premier-League-Aufsteiger FC Fulham ein Leihgeschäft bis zum Ende der Saison 2020/21 vereinbart. Für Fulham stand am Ende der Spielzeit, in der Lookman auf insgesamt 34 Ligaeinsätze kam, allerdings der Abstieg fest, weswegen Gespräche über einen langfristigen Verbleib des Offensivspielers keinen Erfolg hatten. Lookman kehrte im Sommer 2021 zunächst nach Leipzig zurück.
Nach Beginn der Spielzeit 2021/22 wechselte Lookman auf Basis eines einjährigen Leihvertrages zu Leicester City in die Premier League.
Zur Sommervorbereitung 2022 kehrte Lookman nach Leipzig zurück. Anfang August 2022 wechselte Lookman zu Atalanta Bergamo in die italienische Serie A. Mit Atalanta Bergamo gewann er am 22. Mai 2024 die Europa League. Beim 3:0-Sieg gegen Bayer 04 Leverkusen im Finale erzielte er alle drei Tore. Einen Hattrick in einem Europapokalfinale hatte vorher zum letzten Mal Jupp Heynckes im Rückspiel des UEFA-Pokal-Finales 1975 erzielt.

### Nationalmannschaft
Als in England geborener Sohn nigerianischer Eltern konnte sich Lookman für die englische oder die nigerianische Nationalmannschaft entscheiden.
Er durchlief die U19- und U20-Auswahl Englands. Mit der U20-Nationalmannschaft Englands gewann er 2017 den Weltmeistertitel und wurde im September 2017 erstmals für die U21-Auswahl nominiert. Sein erstes Spiel bestritt Lookman in der EM-Qualifikation gegen die niederländische U21-Nationalmannschaft.
2022 entschied sich Lookman, für die Heimat seiner Eltern, Nigeria, aufzulaufen. Er debütierte im selben Jahr für das westafrikanische Land. 
Anfang 2024 nahm er mit Nigeria am Afrika-Cup teil. Sein Team erreichte das Finale, unterlag aber mit 1:2 dem Gastgeber Elfenbeinküste.

## Titel
Verein
- Europa-League-Sieger: 2024

Nationalmannschaft
- U20-Weltmeister: 2017

Persönliche Auszeichnungen
- Afrikas Fußballer des Jahres: 2024